# Lakubang
Lakubang is een bestuurslaag in het regentschap Simeulue van de provincie Atjeh, Indonesië. Lakubang telt 335 inwoners (volkstelling 2010).